# Liste des épisodes de Spider-Man, l'homme-araignée

Cet article présente les résumés des 65 épisodes de la série télévisée Spider-Man, l'homme-araignée.
Ne doit pas être confondu avec Liste des épisodes de Spider-Man.

## Saison 1
| N° | N° de la saison | Titre | Réalisateur | Scénaristes | Date de diffusion | Adversaire(s) |
| --- | --- | --- | --- | --- | --- | --- |
| 1 | 1 | Le Lézard de la nuit (Night of the Lizard)                                                                                         | Bob Richardson | Gerry Conway, Stan Berkowitz, John Semper                                                                                          | 19 novembre 1994 | Lizard |
| Le docteur Curtis Connors, qui fait de la recherche en génétique à l'Empire State University, se transforme en un lézard géant après avoir ingéré une substance de son invention. Peter Parker enquête sur la disparition de son professeur en tant que Spider-Man. Le Lézard terrorise New York en kidnappant des passants. Spidey bat le Lézard et lui rend son apparence humaine. | | | | | | |
| Note | Inspiré de Amazing Spider-Man #6.                                                                                                  | Inspiré de Amazing Spider-Man #6.                                                                                                  | Inspiré de Amazing Spider-Man #6.                                                                                                  | Inspiré de Amazing Spider-Man #6.                                                                                                  | Inspiré de Amazing Spider-Man #6.                                                                                                  | Inspiré de Amazing Spider-Man #6.                                                                                                  |
| 2 | 2 | L’Araignée robot (The Spider Slayer)                                                                                               | Bob Richardson | Scénario : John Semper Script : Stan Berkowitz                                                                                     | 4 février 1995 | Norman Osborn, Spencer Smythe & Alistair Smythe                                                                                    |
| Norman Osborn embauche le scientifique Spencer Smythe pour qu'il capture Spider-Man. Smythe invente les Araignées robots, sortes de drones armés. Felicia Hardy invite Peter à un bal de bienséance, mais les Araignées robots, détectant la présence de Spidey, troublent l'évènement. Spider-Man traque Smythe jusqu'à son repaire. Il est laissé pour mort à la fin de l'épisode. | | | | | | |
| Note | Librement inspiré de ASM #25. Le passage où Flash Thompson se déguise en Spider-Man pour faire peur à Peter est inspiré de ASM #5. | Librement inspiré de ASM #25. Le passage où Flash Thompson se déguise en Spider-Man pour faire peur à Peter est inspiré de ASM #5. | Librement inspiré de ASM #25. Le passage où Flash Thompson se déguise en Spider-Man pour faire peur à Peter est inspiré de ASM #5. | Librement inspiré de ASM #25. Le passage où Flash Thompson se déguise en Spider-Man pour faire peur à Peter est inspiré de ASM #5. | Librement inspiré de ASM #25. Le passage où Flash Thompson se déguise en Spider-Man pour faire peur à Peter est inspiré de ASM #5. | Librement inspiré de ASM #25. Le passage où Flash Thompson se déguise en Spider-Man pour faire peur à Peter est inspiré de ASM #5. |
| 3 | 3 | Le Retour des araignées robots (Return of the Spider Slayers)                                                                      | Bob Richardson | Scénario : John Semper Script : Mark Hoffmeier                                                                                     | 11 février 1995 | Alistair Smythe & le Caïd |
| Le Caïd embauche le fils de Spencer Smythe, Alistair, pour qu'il mette au point de nouvelles tarentules géantes. Il accepte afin de se venger de l'Araignée, qu'il tient pour responsable de la mort de son père. Le projet échoue. | | | | | | |
| Note | Inspiré d'ASM #192 et ASM #372. | Inspiré d'ASM #192 et ASM #372. | Inspiré d'ASM #192 et ASM #372. | Inspiré d'ASM #192 et ASM #372. | Inspiré d'ASM #192 et ASM #372. | Inspiré d'ASM #192 et ASM #372. |
| 4 | 4 | La Science mène à tout (Doctor Octopus: Armed and Dangerous)                                                                       | Bob Richardson | Scénario : John Semper & Brooks Wachtel Script : Brooks Wachtel & Cynthia Harrison                                                 | 18 février 1995 | Docteur Octopus |
| Peter se rend au manoir de la famille Hardy pour son rendez-vous amoureux avec Felicia. Elle est kidnappée par le docteur Otto Octavius juste avant qu'il n'arrive. Le docteur, devenu fou, réclame une rançon de la mère de Felicia, une multimillardaire proche de J. Jonah Jameson. Peter se rend compte qu'Octavius était son mentor lorsqu'il était jeune. Il doit sauver Felicia et Jonah tout en désarmant la bombe du docteur. | | | | | | |
| Note | Librement inspiré d'ASM #3. | Librement inspiré d'ASM #3. | Librement inspiré d'ASM #3. | Librement inspiré d'ASM #3. | Librement inspiré d'ASM #3. | Librement inspiré d'ASM #3. |
| 5 | 5 | La Menace de Mystério (The Menace of Mysterio)                                                                                     | Bob Richardson | John Semper, Marv Wolfman & Stan Berkowitz                                                                                         | 25 février 1995 | Mysterio |
| Un criminel cambriole un musée en se faisant passer pour Spider-Man. Jameson en profite pour salir l'image de Spidey auprès de la population. Peter mène son enquête en même temps que l'équipe de police menée par la lieutenant Terry Lee. Ils apprennent que le Spider-Man voleur est un imposteur imité par un certain Quentin Beck, qui souhaite se venger de Spider-Man. | | | | | | |
| Note | Inspiré d'ASM #13. | Inspiré d'ASM #13. | Inspiré d'ASM #13. | Inspiré d'ASM #13. | Inspiré d'ASM #13. | Inspiré d'ASM #13. |
| 6 | 6 | La Piqûre du Scorpion (The Sting of the Scorpion)                                                                                  | Bob Richardson | John Semper, Marty Isenberg & Robert N. Skir                                                                                       | 11 mars 1995 | Scorpion |
| Mac Gargan, un petit voyou des bas fonds de New York, accepte une offre de J. Jonah Jameson. Il est emmené au laboratoire du docteur Farley Stillwell, où il subit une thérapie génique qui le transforme en Scorpion. | | | | | | |
| Note | Inspiré d'ASM #20. | Inspiré d'ASM #20. | Inspiré d'ASM #20. | Inspiré d'ASM #20. | Inspiré d'ASM #20. | Inspiré d'ASM #20. |
| 7 | 7 | Kraven le chasseur (Kraven the Hunter)                                                                                             | Bob Richardson | Scénario : John Semper & Jan Strnad Script : Mark Hoffmeier                                                                        | 1er avril 1995 | Kraven |
| Peter Parker a un entretien avec une scientifique, Mariah Crawford, lorsqu'un chasseur venu d'Afrique, Kraven, arrive et saccage le laboratoire. | | | | | | |
| Note | Librement inspiré d'ASM #15. | Librement inspiré d'ASM #15. | Librement inspiré d'ASM #15. | Librement inspiré d'ASM #15. | Librement inspiré d'ASM #15. | Librement inspiré d'ASM #15. |
| 8 | 8 | La Combinaison extra-terrestre, 1e partie (The Alien Costume, Part 1)                                                              | Bob Richardson | Scénario : Avi Arad et Stan Lee Script : Len Wein, Meg McLaughlin, Stan Berkowitz and John Semper                                  | 29 avril 1995 | Rhino & Caïd |
| L'astronaute John Jameson, le fils de J. Jonah Jameson, fait une étrange découverte sur la Lune, qu'il s'empresse de ramener avec lui. Il s'agit en fait d'un minerai spécial qui pourrait bien détruire la planète entière. Convoité par Wilson Fisk, il envoie alors l'un de ses hommes récupérer le fameux minerai. Atterrissant en catastrophe sur le pont de Brooklyn à la suite d'un problème, Jameson et son collègue sont attaqués par une substance noirâtre visqueuse dû à leurs trouvailles. Tandis que Rhino, un homme avec une force colossale habillé d'une combinaison de rhinocéros, engagé par Fisk, récupère ce caillou, il fait la rencontre de Spider-Man. Sortant perdant de ce combat, l'homme-araignée va se retrouver englué de cette fameuse matière ramenée de l'espace et va être accusé à tort par Jameson d'être le voleur du précieux caillou. | | | | | | |
| Note | Librement inspiré d'ASM #41, #43 et #252. Le passage du cauchemar est issu d'ASM #258.                                             | Librement inspiré d'ASM #41, #43 et #252. Le passage du cauchemar est issu d'ASM #258.                                             | Librement inspiré d'ASM #41, #43 et #252. Le passage du cauchemar est issu d'ASM #258.                                             | Librement inspiré d'ASM #41, #43 et #252. Le passage du cauchemar est issu d'ASM #258.                                             | Librement inspiré d'ASM #41, #43 et #252. Le passage du cauchemar est issu d'ASM #258.                                             | Librement inspiré d'ASM #41, #43 et #252. Le passage du cauchemar est issu d'ASM #258.                                             |
| 9 | 9 | La Combinaison extra-terrestre, 2e partie (The Alien Costume, Part 2)                                                              | Bob Richardson | Scénario : John Semper and Brynne Stephens Script : Brynne Stephens                                                                | 6 mai 1995 | Shocker Alistair Smythe Kingpin & Venom                                                                                            |
| La fameuse substance noirâtre a pris possession de Spider-Man, faisant de lui un héros plus fort, mais aussi plus dangereux. Examiné par le professeur Connors, ce dernier met en garde Spider-Man contre cette matière qui ne fait qu'un avec l'hôte qu'elle croise. En se débarrassant du symbiote, Peter ne sait pas qu'à cet instant il vient de créer involontairement l'un de ses pires ennemis en la personne de Venom. | | | | | | |
| Note | La fin de l'épisode est librement inspirée Web of Spider-Man #1.                                                                   | La fin de l'épisode est librement inspirée Web of Spider-Man #1.                                                                   | La fin de l'épisode est librement inspirée Web of Spider-Man #1.                                                                   | La fin de l'épisode est librement inspirée Web of Spider-Man #1.                                                                   | La fin de l'épisode est librement inspirée Web of Spider-Man #1.                                                                   | La fin de l'épisode est librement inspirée Web of Spider-Man #1.                                                                   |
| 10 | 10 | La Combinaison extra-terrestre, 3e partie (The Alien Costume, Part 3)                                                              | Bob Richardson | Scénario : John Semper and Mark Hoffmeier Script : Mark Hoffmeier                                                                  | 13 mai 1995 | Rhino, Shocker & Venom |
| Eddie Brock, devenue Venom après que le symbiote ait pris possession de lui à la suite du retrait de ce dernier par Spider-Man, découvre l'identité de l'homme-araignée. Engageant un combat sans merci, Brock alias Venom veut non seulement se venger de Parker, mais aussi prouver qu'il est plus fort et plus malin que lui. | | | | | | |
| Note | Inspiré d'ASM #300 et #317. | Inspiré d'ASM #300 et #317. | Inspiré d'ASM #300 et #317. | Inspiré d'ASM #300 et #317. | Inspiré d'ASM #300 et #317. | Inspiré d'ASM #300 et #317. |
| 11 | 11 | Le Bouffon Vert, 1e partie (The Hobgoblin, Part 1)                                                                                 | Bob Richardson | Larry Brody & John Semper | 20 mai 1995 | Norman Osborn, Hobgoblin & Caïd |
| Un homme vêtu d'un déguisement ridicule et volant dans les airs à l'aide d'un planeur, fait irruption lors d'une inauguration pour tuer Wilson Fisk, ce dernier est sauvé de justesse par Peter. L'homme en question a été engagé par Norman Osborn, mais décide de s'allier à Fisk après qu'Osborn ait refusé de lui donner du matériel plus sophistiqué. Après un combat dangereux face à Spider-Man, il le laissera pour mort... | | | | | | |
| 12 | 12 | Le Bouffon Vert, 2e partie (The Hobgoblin, Part 2)                                                                                 | Bob Richardson | Stan Berkowitz | 27 mai 1995 | Hobgoblin, Kingpin, & Norman Osborn                                                                                                |
| Après avoir capturé Harry Osborn, le fils de Norman Osborn, le Bouffon Vert réclame une rançon en échange de la vie du garçon. Découvrant par la même occasion que le Bouffon veut le faire assassiner, Fisk s'arrange pour être de nouveau du côté d'Osborn afin de mettre fin aux agissements du Bouffon Vert. | | | | | | |
| Note | Librement inspiré d'ASM #249 à 251                                                                                                 | Librement inspiré d'ASM #249 à 251                                                                                                 | Librement inspiré d'ASM #249 à 251                                                                                                 | Librement inspiré d'ASM #249 à 251                                                                                                 | Librement inspiré d'ASM #249 à 251                                                                                                 | Librement inspiré d'ASM #249 à 251                                                                                                 |
| 13 | 13 | Le Jour du Caméléon (Day of the Chameleon)                                                                                         | Bob Richardson | John Semper | 11 juin 1995 | Chameleon |
| Le Caméléon, un dangereux criminel qui peut prendre l'apparence de n'importe qui, met au point un plan pour faire échouer un traité de paix. Jameson, qui doit assister à cet événement est capturé par le colonel Nick Fury qui lui demande son aide, ils seront, dans la lutte contre le Caméléon, aidé par un allié de poids en la personne de Spider-Man. | | | | | | |
| Note | Librement inspiré d'ASM #1 | Librement inspiré d'ASM #1 | Librement inspiré d'ASM #1 | Librement inspiré d'ASM #1 | Librement inspiré d'ASM #1 | Librement inspiré d'ASM #1 |

## Saison 2
| N° | N° de la saison                                  | Titre                                                     | Réalisateur                                      | Scénaristes                                                                    | Date de diffusion                                | Adversaire(s)                                    |
| --- | ------------------------------------------------ | --------------------------------------------------------- | ------------------------------------------------ | ------------------------------------------------------------------------------ | ------------------------------------------------ | ------------------------------------------------ |
| 14 | 1                                                | Les Six Affreux (Insidious Six)                           | Bob Richardson                                   | John Semper et David Lee Miller                                                | 9 septembre 1995                                 |                                                  |
| Pour détruire une bonne fois pour toutes l'homme-araignée, Wilson Fisk fait évader plusieurs super-vilains dont le Dr Octopus, Mystério, Shocker, Scorpion, Caméléon et Rhino. Pendant ce temps Spider-Man perd ses pouvoirs. |                                                  |                                                           |                                                  |                                                                                |                                                  |                                                  |
| Note | Inspiré d'ASM Annual #1.                         | Inspiré d'ASM Annual #1.                                  | Inspiré d'ASM Annual #1.                         | Inspiré d'ASM Annual #1.                                                       | Inspiré d'ASM Annual #1.                         | Inspiré d'ASM Annual #1.                         |
| 15 | 2                                                | Une bataille sans merci (Battle of the Insidious Six)     | Bob Richardson                                   | Scénario : John Semper Script : Doug Booth                                     | 16 septembre 1995                                |                                                  |
| Les Sinistres 6 capturent Spider-Man et le démasquent, mais le Dr Octopus ne croit pas une seule seconde que Peter Parker (qui est l'un de ses anciens élèves) puisse être Spider-Man. De plus, ce dernier ayant perdu ses pouvoirs, il leur a donné trop de facilité pour le capturer, ce qui rend Octopus bien plus dubitatif. Wilson Fisk dont l'avenir à la tête du réseau criminel est plus qu'incertain, met un plan au point pour prouver qu'il est toujours le meilleur et pour devenir LE numéro un. Après une victoire contre les Sinistres 6, Spider-Man apprend avec effroi par le Dr Connors que la perte de ses pouvoirs est dû à une mutation et qu'il risque de ne plus être humain. |                                                  |                                                           |                                                  |                                                                                |                                                  |                                                  |
| Note | Inspiré d'ASM #12 et ASM Annual #1.              | Inspiré d'ASM #12 et ASM Annual #1.                       | Inspiré d'ASM #12 et ASM Annual #1.              | Inspiré d'ASM #12 et ASM Annual #1.                                            | Inspiré d'ASM #12 et ASM Annual #1.              | Inspiré d'ASM #12 et ASM Annual #1.              |
| 16 | 3                                                | Une eau malsaine (Hydro-Man)                              | Bob Richardson                                   | Scénario : John Semper Script : James Krieg                                    | 23 septembre 1995                                | Hydro-Man                                        |
| Morris Bench un ancien marin et ex petit ami de Mary Jane la harcèle. Devenue un super-vilain capable de contrôler l'eau, il se fait appeler Hydro-Man. Son plan est de reconquérir Mary-Jane, mais c'est sans compter sur la présence de Spider-Man. |                                                  |                                                           |                                                  |                                                                                |                                                  |                                                  |
| Note | Inspiré d'ASM #212                               | Inspiré d'ASM #212                                        | Inspiré d'ASM #212                               | Inspiré d'ASM #212                                                             | Inspiré d'ASM #212                               | Inspiré d'ASM #212                               |
| 17 | 4                                                | Une Potion dangereuse (The Mutant Agenda)                 | Bob Richardson                                   | Scénario : John Semper, J. M. DeMatteis & Stevent Grant Script : Michael Edens | 30 septembre 1995                                |                                                  |
| Spider-Man s'introduit chez les X-Men pour trouver le professeur Xavier et essayer de trouver un remède pour ne plus être en phase de mutation. Entre-temps, Le Bouffon Vert refait surface. De son côté Herbert London, un ancien associé d'Hank McCoy, met au point une « potion » pour détruite tous les mutants. |                                                  |                                                           |                                                  |                                                                                |                                                  |                                                  |
| Note | Inspiré de Spider-Man: The Mutant Agenda #1      | Inspiré de Spider-Man: The Mutant Agenda #1               | Inspiré de Spider-Man: The Mutant Agenda #1      | Inspiré de Spider-Man: The Mutant Agenda #1                                    | Inspiré de Spider-Man: The Mutant Agenda #1      | Inspiré de Spider-Man: The Mutant Agenda #1      |
| 18 | 5                                                | La Revanche des Mutants (Mutants Revenge)                 | Bob Richardson                                   | Scénario : John Semper & Michael Edens Script : Francis Moss & Ted Pedersen    | 7 octobre 1995                                   |                                                  |
| Spider-Man et Wolverine se battent "à mort" mais le Bouffon Vert veut en faire d'une pierre deux coups. London veut expérimenter sa « potion » sur son ancien associé Hank McCoy alias Le Fauve, mais le Bouffon Vert fait irruption dans le laboratoire. Tombé dans la cuve par accident, London devient un mutant monstrueux et terriblement dangereux. Les X-Men et Spider-Man mettent leurs aptitudes en commun pour le vaincre. |                                                  |                                                           |                                                  |                                                                                |                                                  |                                                  |
| Note | Inspiré de Spider-Man: The Mutant Agenda #2 et 3 | Inspiré de Spider-Man: The Mutant Agenda #2 et 3          | Inspiré de Spider-Man: The Mutant Agenda #2 et 3 | Inspiré de Spider-Man: The Mutant Agenda #2 et 3                               | Inspiré de Spider-Man: The Mutant Agenda #2 et 3 | Inspiré de Spider-Man: The Mutant Agenda #2 et 3 |
| 19 | 6                                                | Morbius (Morbius)                                         | Bob Richardson                                   | Scénario : John Semper Script : Brynne Stephens & Lydia Marano                 | 28 octobre 1995                                  |                                                  |
| Alors que Spider-Man ressent de terribles douleurs à la suite de sa mutation, Michael Morbius, quant à lui, fait une expérience sur une éprouvette de sang qu'il a volé à Peter. Durant l'expérience, un incident se produit : mordu par une chauve-souris, il devient alors un vampire assoiffé de sang. Après avoir bu le sérum du Dr Crawford, la mutation de Spider-Man s'accélère, et il se retrouve avec 6 bras... |                                                  |                                                           |                                                  |                                                                                |                                                  |                                                  |
| Note | Inspiré d'ASM #101 et 102                        | Inspiré d'ASM #101 et 102                                 | Inspiré d'ASM #101 et 102                        | Inspiré d'ASM #101 et 102                                                      | Inspiré d'ASM #101 et 102                        | Inspiré d'ASM #101 et 102                        |
| 20 | 7                                                | Un justicier terrifiant (Enter The Punisher)              | Bob Richardson                                   | John Semper & Carl Potts                                                       | 4 novembre 1995                                  |                                                  |
| Peter Parker n'existe plus puisqu'il a subi une importante transformation à la suite de sa mutation et au sérum. Il est toujours en proie à de violentes douleurs et est accusé d'avoir enlevé Michael Morbius. Il se met à la recherche de celui-ci, toujours en proie à de violentes envies de sang. Malheureusement, il est en même temps pourchassé dans sa course par Frank Castle qui se fait appeler "Le Punisher". |                                                  |                                                           |                                                  |                                                                                |                                                  |                                                  |
| Note | Inspiré d'ASM #101, #102 et #129.                | Inspiré d'ASM #101, #102 et #129.                         | Inspiré d'ASM #101, #102 et #129.                | Inspiré d'ASM #101, #102 et #129.                                              | Inspiré d'ASM #101, #102 et #129.                | Inspiré d'ASM #101, #102 et #129.                |
| 21 | 8                                                | Le Combat des Chasseurs (Duel of the Hunters)             | Bob Richardson                                   | John Semper                                                                    | 11 novembre 1995                                 |                                                  |
| Alors que Spider-Man s'est transformé en une horrible araignée géante, il est toujours poursuivi par le Punisher. Morbius est toujours à la recherche de sang frais ; malgré sa transformation, Spider-Man se met à sa recherche. Le Dr Maria Crawford, la femme de Kraven, fait appel à ce dernier pour qu'il retrouve Spider-Man ; il sera amené à se battre contre le Punisher avant de faire équipe avec lui pour capturer l'Araignée et faire en sorte que le Dr Crawford puisse le soigner et le faire redevenir humain. |                                                  |                                                           |                                                  |                                                                                |                                                  |                                                  |
| Note | Librement inspiré de Marvel Fanfare #2           | Librement inspiré de Marvel Fanfare #2                    | Librement inspiré de Marvel Fanfare #2           | Librement inspiré de Marvel Fanfare #2                                         | Librement inspiré de Marvel Fanfare #2           | Librement inspiré de Marvel Fanfare #2           |
| 22 | 9                                                | Blade, le Chasseur de Vampires (Blade the Vampire Hunter) | Bob Richardson                                   | Stephanie Mathison, Mark Hoffmeier, & John Semper                              | 18 novembre 1995                                 |                                                  |
| Spider-Man est toujours à la recherche de Morbius, son objectif est de le retrouver pour pouvoir le guérir et lui redonner forme humaine. Mais il est freiné dans sa course par un chasseur de vampires du nom de Blade, un être mi-humain, mi-vampire. Les deux hommes vont alors décider de s'associer pour retrouver Morbius. Entre-temps, Spider-Man est toujours en proie à de terribles douleurs dû à sa mutation, il va être aidé pour cela par le Dr Connors. |                                                  |                                                           |                                                  |                                                                                |                                                  |                                                  |
| 23 | 10                                               | Le Vampire immortel (The Immortal Vampire)                | Bob Richardson                                   | John Semper & Meg McLaughlin                                                   | 25 novembre 1995                                 |                                                  |
| Peter, Blade et l'inspecteur Terri Lee ont un plan pour capturer Morbius. Mais le plan échoue et Morbius capture Felicia Hardy et May Parker, la tante de Peter. Alors qu'il a dérobé un appareil appartenant au Dr Connors, ce fameux appareil va lui servir à transformer Felicia en vampire ; son plan échoue cependant grâce à l'intervention de Spider-Man, Blade et l'inspecteur Lee. Il est alors transformé en chauve-souris géante et se réfugie sur une île. |                                                  |                                                           |                                                  |                                                                                |                                                  |                                                  |
| 24 | 11                                               | La Table du temps (Tablet of Time)                        | Bob Richardson                                   | Mark Hoffmeier, Stan Berkowitz, & John Semper                                  | 3 février 1995                                   | Caïd Silvermane                                  |
| Des archéologues font la découverte d'une tablette pouvant redonner la jeunesse. Wilson Fisk, ainsi que d'autres gangsters de New-York, convoitent cette fameuse tablette appelée la table du temps. Smythe met au point un robot géant pour voler la table pour le compte de Fisk. De son côté, Silverman envoie tour à tour Hammerhead puis Tombstone pour les mêmes raisons. Après avoir été attaqué par le robot de Smythe, le Dr Connors se retransforme en lézard. |                                                  |                                                           |                                                  |                                                                                |                                                  |                                                  |
| Note | Inspiré d'ASM #73                                | Inspiré d'ASM #73                                         | Inspiré d'ASM #73                                | Inspiré d'ASM #73                                                              | Inspiré d'ASM #73                                | Inspiré d'ASM #73                                |
| 25 | 12                                               | Les Ravages du temps (Ravages of Time)                    | Bob Richardson                                   | Mark Hoffmeier, Stan Berkowitz & John Semper                                   | 10 février 1995                                  | Silvermane Lézard Caïd                           |
| Tombstone enlève le Dr Connors pour le compte de Silverman, ce dernier veut qu'il l'aide à déchiffrer la table pour pouvoir rajeunir. Silverman détient également la femme de Fisk en otage, ce dernier capture donc la fille de Silverman. Lors de l'échange les deux camps provoquent une incroyable fusillade. Grâce à Connors, Silverman rajeunit, mais tout ne se passe pas comme prévu. |                                                  |                                                           |                                                  |                                                                                |                                                  |                                                  |
| Note | Inspiré d'ASM #74 et 75                          | Inspiré d'ASM #74 et 75                                   | Inspiré d'ASM #74 et 75                          | Inspiré d'ASM #74 et 75                                                        | Inspiré d'ASM #74 et 75                          | Inspiré d'ASM #74 et 75                          |
| 26 | 13                                               | Le Cri du Vautour (Shriek of the Vulture)                 | Bob Richardson                                   | John Semper, Gilles Wheeler & Eyelyn A. R. Gabai                               | 17 février 1995                                  | Norman Osborn Vautour                            |
| Norman Osborn désireux de racheter l'entreprise d'Adrian Toomes déclenche la colère de ce dernier. Grâce à un équipement ultra sophistiqué qu'il a mis au point, il peut voler l'énergie vitale des personnes qu'il croise. Pour se venger d'Osborn, il décide d'enlever son fils Harry, mais son plan échoue grâce à l'intervention de Spider-Man. |                                                  |                                                           |                                                  |                                                                                |                                                  |                                                  |
| Note | Inspiré d'ASM #2 et #386                         | Inspiré d'ASM #2 et #386                                  | Inspiré d'ASM #2 et #386                         | Inspiré d'ASM #2 et #386                                                       | Inspiré d'ASM #2 et #386                         | Inspiré d'ASM #2 et #386                         |
| 27 | 14                                               | Le Cauchemar final (The Final Nightmare)                  | Bob Richardson                                   | John Semper & Sandy Fries                                                      | 24 février 1995                                  | Vautour Scorpion                                 |
| Le Vautour a absorbé l'énergie vitale de Spider-Man, en faisant cela il a également absorbé de son ADN et donc de sa mutation, il ne parvient pas à redevenir vieux. Pendant ce temps le Scorpion refait surface, il enlève le professeur Stillwell qui est responsable de son état et l'emmène chez le Dr Connors pour qui l'aide à redevenir le Mac Gargan qu'il était autrefois, il en est de même pour Toomes qui demande l'aide de Connors. Par la suite le Vautour et Scorpion tendent un piège à Spider-Man, mais Connors réussie à faire en sorte que la maladie de Spider-Man reste en Toomes lorsque ceux-ci échangeront de nouveau leurs énergies.                                        |                                                  |                                                           |                                                  |                                                                                |                                                  |                                                  |
| Note | Librement inspiré d'ASM #387                     | Librement inspiré d'ASM #387                              | Librement inspiré d'ASM #387                     | Librement inspiré d'ASM #387                                                   | Librement inspiré d'ASM #387                     | Librement inspiré d'ASM #387                     |

## Saison 3
| N° | N° de la saison                                                                  | Titre                                                                            | Réalisateur                                                                      | Scénaristes                                                                      | Date de diffusion                                                                | Adversaire(s)                                                                    |
| --- | -------------------------------------------------------------------------------- | -------------------------------------------------------------------------------- | -------------------------------------------------------------------------------- | -------------------------------------------------------------------------------- | -------------------------------------------------------------------------------- | -------------------------------------------------------------------------------- |
| 28 | 1                                                                                | Un étrange docteur (Doctor Strange)                                              | Bob Richardson                                                                   | John Semper & Mark Hoffmeier                                                     | 27 avril 1996                                                                    | Dormammu                                                                         |
| Alors que Mary Jane disparaît mystérieusement, Spider-man la retrouve dans une secte. Spider-Man se rend là-bas pour sauver Mary-Jane mais il se retrouve hypnotisé par Mordo, un homme qui tente de faire venir un dénommé Dormammu pour détruire la Terre. Le Docteur Strange le sauvera et tous deux iront récupérer un puissant artefact volé pendant l'attaque et qui permettra de faire venir Dormammu...                              |                                                                                  |                                                                                  |                                                                                  |                                                                                  |                                                                                  |                                                                                  |
| 29 | 2                                                                                | Faites un vœu (Make a Wish)                                                      | Bob Richardson                                                                   | John Semper Script : Mark Hoffmeier, Elliot S. Magin, & Meg McLaughlin           | 4 mai 1996                                                                       | Docteur Octopus                                                                  |
| Spider-Man reçoit une invitation d'une très grande fan de lui. Refusant l'invitation tout d'abord, c'est Madame Web, une medium, qui l'obligera à s'y rendre. La fille s'appelle Taïna et Spider-Man lui raconte alors ses origines et comment il est devenu justicier. Il l'emmène alors faire un tour en ville mais le Dr Octopus attaque et capture Spider-Man...                                                                         |                                                                                  |                                                                                  |                                                                                  |                                                                                  |                                                                                  |                                                                                  |
| Note | Inspiré d'Amazing Fantasy #15 et de ASM #55 et #248.                             | Inspiré d'Amazing Fantasy #15 et de ASM #55 et #248.                             | Inspiré d'Amazing Fantasy #15 et de ASM #55 et #248.                             | Inspiré d'Amazing Fantasy #15 et de ASM #55 et #248.                             | Inspiré d'Amazing Fantasy #15 et de ASM #55 et #248.                             | Inspiré d'Amazing Fantasy #15 et de ASM #55 et #248.                             |
| 30 | 3                                                                                | L’Attaque de l’OctoRobot (Attack of the Octobot)                                 | Bob Richardson                                                                   | Meg McLaughlin & John Semper                                                     | 11 mai 1996                                                                      | Docteur Octopus                                                                  |
| Octopus a capturé Spider-Man et lui fait perdre la mémoire. En se réveillant, il n'a plus aucun souvenir et Dr Octopus lui fait croire qu'il est un malfaiteur. Taïna, qui a tout observé, va chercher de l'aide afin d'aider Spider-Man. |                                                                                  |                                                                                  |                                                                                  |                                                                                  |                                                                                  |                                                                                  |
| Note | Inspiré d'ASM #56 and #248.                                                      | Inspiré d'ASM #56 and #248.                                                      | Inspiré d'ASM #56 and #248.                                                      | Inspiré d'ASM #56 and #248.                                                      | Inspiré d'ASM #56 and #248.                                                      | Inspiré d'ASM #56 and #248.                                                      |
| 31 | 4                                                                                | Bouffonnerie (Enter the Green Goblin)                                            | Bob Richardson                                                                   | John Semper Script : Marty Isenberg & Robert N. Skir                             | 18 mai 1996                                                                      | Le Caïd, Bouffon Vert                                                            |
| Alors que Norman Osborn travaille sur un gaz, une mauvaise manipulation provoque l'explosion de l'usine. Si son collègue s'en sort bien, Norman Osborn disparaît. Le Bouffon Vert apparaît et enlève tous ceux qui font partie du conseil d'administration d'Oscorp. Spider-Man soupçonne que Harry est derrière tout cela pour venger la mort de son père.                                                                                  |                                                                                  |                                                                                  |                                                                                  |                                                                                  |                                                                                  |                                                                                  |
| 32 | 5                                                                                | Une bonne leçon (Rocket Racer)                                                   | Bob Richardson                                                                   | John Semper Script : Doug Booth & Mark Hoffmeier                                 | 14 septembre 1996                                                                |                                                                                  |
| Robert, un garçon des rues, vole un équipement chez des criminels. Tout d'abord voulant s'en servir pour devenir riche, celui-ci revient sur sa décision mais les criminels, munie d'un grande roue capable de tout écraser, reviennent et l'attaque. Spider-Man et lui devront faire équipe afin de se débarrasser d'eux. |                                                                                  |                                                                                  |                                                                                  |                                                                                  |                                                                                  |                                                                                  |
| Note | Inspiré d'ASM #172, #182, et #183                                                | Inspiré d'ASM #172, #182, et #183                                                | Inspiré d'ASM #172, #182, et #183                                                | Inspiré d'ASM #172, #182, et #183                                                | Inspiré d'ASM #172, #182, et #183                                                | Inspiré d'ASM #172, #182, et #183                                                |
| 33 | 6                                                                                | Pris au piège (Framed)                                                           | Bob Richardson                                                                   | John Semper & Mark Hoffmeier Script : Brooks Wachtel & Cynthia Harrison          | 21 septembre 1996                                                                | Le Caïd                                                                          |
| Peter est embauché par Wilson Fisk pour un nouveau travail. Faisant son travail normalement, il se retrouve recherché par la police pour avoir vendu des documents top secrets. Il va en prison mais durant son trajet, il est enlevé par le Caméléon, qui a revêtu les traits de Spider-Man. Il s'avère en fait qu'il s'agissait d'un piège de Richard Fisk, qui cherche à l'éliminer. Cependant, il sera sauvé par un certain Daredevil... |                                                                                  |                                                                                  |                                                                                  |                                                                                  |                                                                                  |                                                                                  |
| 34 | 7                                                                                | Un allié précieux (The Man Without Fear)                                         | Bob Richardson                                                                   | John Semper & Mark Hoffmeier Script : Sean Catherine Derek                       | 28 septembre 1996                                                                | Le Caïd et le Caméléon                                                           |
| Spider-Man et Daredevil récupère des fichiers qui pourront innocenter Peter Parker. Les hommes de Wilson Fisk tentent de les en empêcher. L'avocat de Peter, Matt Murdock alias Daredevil, récupère la preuve. Finalement, la preuve revient entre les mains de Fisk, et Peter, qui venait rendre visite à sa tante, se fait à nouveau capturer avec Mary-Jane...                                                                            |                                                                                  |                                                                                  |                                                                                  |                                                                                  |                                                                                  |                                                                                  |
| 35 | 8                                                                                | Un adversaire inattendu (The Ultimate Slayer)                                    | Bob Richardson                                                                   | John Semper Script : Doug Booth & Mark Hoffmeier                                 | 5 octobre 1996                                                                   | Le Caïd                                                                          |
| Alistaire Smythe contacte Spider-Man pour demander de l'aide car le Caïd prévoit quelque chose contre lui. Les deux prévoit alors un rendez-vous mais le Caïd est déjà à l'action. En effet, avec l'aide du Dr London, il compte transformer Smythe en une créature robotique qui ne fait que l'écouter. Mais l'âme de Alistaire Smythe combat afin de reprendre le contrôle de son corps.                                                   |                                                                                  |                                                                                  |                                                                                  |                                                                                  |                                                                                  |                                                                                  |
| 36 | 9                                                                                | Une vieille rancune (Tombstone)                                                  | Bob Richardson                                                                   | Larry Brody, Robert N. Skir, Marty Isenberg, & John Semper                       | 12 octobre 1996                                                                  | Tombstone                                                                        |
| Robbie détient des preuves permettant d'envoyer Alicia Silvermane en prison. Tombstone refait surface et Robbie a l'air de le connaître. Il veut que Robbie abandonne son affaire sur Alicia. Parallèlement, le fils de Robbie se dirigerait vers le côté voyou. |                                                                                  |                                                                                  |                                                                                  |                                                                                  |                                                                                  |                                                                                  |
| Note | Librement inspiré de Spectacular Spider-Man #139 et #142                         | Librement inspiré de Spectacular Spider-Man #139 et #142                         | Librement inspiré de Spectacular Spider-Man #139 et #142                         | Librement inspiré de Spectacular Spider-Man #139 et #142                         | Librement inspiré de Spectacular Spider-Man #139 et #142                         | Librement inspiré de Spectacular Spider-Man #139 et #142                         |
| 37 | 10                                                                               | Le Retour de Venom (Venom Returns)                                               | Bob Richardson                                                                   | Stan Berkowitz, Len Wein, & John Semper                                          | 26 octobre 1996                                                                  | Venom et Dormammu                                                                |
| Dormammu fait revenir le symbiote sur Terre et un innocent le transporte vers Eddie Brock, détenu en prison. Venom est de retour et doit travailler pour Dormammu en cadeau du symbiote. |                                                                                  |                                                                                  |                                                                                  |                                                                                  |                                                                                  |                                                                                  |
| Note | Librement inspiré d'ASM #344, #345 et #359                                       | Librement inspiré d'ASM #344, #345 et #359                                       | Librement inspiré d'ASM #344, #345 et #359                                       | Librement inspiré d'ASM #344, #345 et #359                                       | Librement inspiré d'ASM #344, #345 et #359                                       | Librement inspiré d'ASM #344, #345 et #359                                       |
| 38 | 11                                                                               | Carnage (Carnage)                                                                | Bob Richardson                                                                   | Stan Berkowitz, James Krieg, & John Semper                                       | 2 novembre 1996                                                                  | Dormammu et Carnage                                                              |
| Cletus Kassady, alias Carnage, fait des méfaits à travers la ville pour Dormammu. Spider-man conclut une alliance avec Iron man et Venom pour vaincre Carnage et ses supérieurs... |                                                                                  |                                                                                  |                                                                                  |                                                                                  |                                                                                  |                                                                                  |
| Note | Librement inspiré d'ASM #361-363                                                 | Librement inspiré d'ASM #361-363                                                 | Librement inspiré d'ASM #361-363                                                 | Librement inspiré d'ASM #361-363                                                 | Librement inspiré d'ASM #361-363                                                 | Librement inspiré d'ASM #361-363                                                 |
| 39 | 12                                                                               | Les Trous noirs (The Spot)                                                       | Bob Richardson                                                                   | James Krieg                                                                      | 9 novembre 1996                                                                  | Caïd et Spot                                                                     |
| Le Dr Ohm réussi à créer une machine pour voyager à travers des trous noirs. Mais le Caïd compte mettre cette technologie au service du crime... |                                                                                  |                                                                                  |                                                                                  |                                                                                  |                                                                                  |                                                                                  |
| Note | Inspiré de Peter Parker, the Spectacular Spider-Man #98-99                       | Inspiré de Peter Parker, the Spectacular Spider-Man #98-99                       | Inspiré de Peter Parker, the Spectacular Spider-Man #98-99                       | Inspiré de Peter Parker, the Spectacular Spider-Man #98-99                       | Inspiré de Peter Parker, the Spectacular Spider-Man #98-99                       | Inspiré de Peter Parker, the Spectacular Spider-Man #98-99                       |
| 40 | 13                                                                               | Le Combat des Bouffons (Goblin Wars)                                             | Bob Richardson                                                                   | Mark Hoffmeier, John Semper, Robert N. Skir, & Marty Isenberg                    | 16 novembre 1996                                                                 | Caïd, Bouffon Vert, Hobgoblin                                                    |
| La machine à trous noirs réaparait et est pris par le faux-bouffon vert. Entretemps, le vrai bouffon vert revient et compte bien se débarrasser de l'imposteur. |                                                                                  |                                                                                  |                                                                                  |                                                                                  |                                                                                  |                                                                                  |
| Note | Inspiré d'ASM #312                                                               | Inspiré d'ASM #312                                                               | Inspiré d'ASM #312                                                               | Inspiré d'ASM #312                                                               | Inspiré d'ASM #312                                                               | Inspiré d'ASM #312                                                               |
| 41 | 14                                                                               | Une soirée à risques (Turning Point)                                             | Bob Richardson                                                                   | James Krieg, John Semper, Robert N. Skir, & Marty Isenberg                       | 23 novembre 1996                                                                 | Bouffon Vert                                                                     |
| Norman Osborn, alias le vrai bouffon vert, découvre que Peter est Spider-Man et s'en prend à lui et Mary Jane. Pendant leur combat, Mary Jane disparait dans un vortex de la machine à trou noir réparé par le bouffon. |                                                                                  |                                                                                  |                                                                                  |                                                                                  |                                                                                  |                                                                                  |
| Note | Inspiré d'ASM #39, #121 et #122, ainsi que de Spectacular Spider-Man Magazine #2 | Inspiré d'ASM #39, #121 et #122, ainsi que de Spectacular Spider-Man Magazine #2 | Inspiré d'ASM #39, #121 et #122, ainsi que de Spectacular Spider-Man Magazine #2 | Inspiré d'ASM #39, #121 et #122, ainsi que de Spectacular Spider-Man Magazine #2 | Inspiré d'ASM #39, #121 et #122, ainsi que de Spectacular Spider-Man Magazine #2 | Inspiré d'ASM #39, #121 et #122, ainsi que de Spectacular Spider-Man Magazine #2 |

## Saison 4
| N° | N° de la saison                                      | Titre                                                      | Réalisateur                                          | Scénaristes                                                                   | Date de diffusion                                    | Adversaire(s)                                        |
| --- | ---------------------------------------------------- | ---------------------------------------------------------- | ---------------------------------------------------- | ----------------------------------------------------------------------------- | ---------------------------------------------------- | ---------------------------------------------------- |
| 42 | 1                                                    | Coupable (Guilty)                                          | Bob Richardson                                       | Larry Brody and Meg McLaughlin Scénario : John Semper                         | 1er février 1997                                     | Tombstone, le Caïd                                   |
| Robbie est victime d'un coup monté qui pourrait lui valoir la prison. Spider-Man et Jameson mènent l'enquête... |                                                      |                                                            |                                                      |                                                                               |                                                      |                                                      |
| Note | Inspiré de Spectacular Spider-Man #150, #151 et #155 | Inspiré de Spectacular Spider-Man #150, #151 et #155       | Inspiré de Spectacular Spider-Man #150, #151 et #155 | Inspiré de Spectacular Spider-Man #150, #151 et #155                          | Inspiré de Spectacular Spider-Man #150, #151 et #155 | Inspiré de Spectacular Spider-Man #150, #151 et #155 |
| 43 | 2                                                    | Le Chat (The Cat)                                          | Bob Richardson                                       | Sean Catherine Derek Scénario : John Semper                                   | 8 février 1997                                       | Docteur Octopus                                      |
| Le Dr Octopus enlève Felicia Hardy pour forcer son père, ancien cambrioleur, à lui révéler la formule qui a contribué à créer Captain America...                                                                          |                                                      |                                                            |                                                      |                                                                               |                                                      |                                                      |
| 44 | 3                                                    | La Beauté du Diable (The Black Cat)                        | Bob Richardson                                       | Marty Isenberg, Robert N. Skir, & Sean Catherine Derek Scénario : John Semper | 15 février 1997                                      | Docteur Octopus, le Caïd                             |
| Le Caïd utilise la formule sur Felicia, faisant d’elle la Chatte Noire... |                                                      |                                                            |                                                      |                                                                               |                                                      |                                                      |
| Note | Inspiré d'ASM #194 et SSM #74                        | Inspiré d'ASM #194 et SSM #74                              | Inspiré d'ASM #194 et SSM #74                        | Inspiré d'ASM #194 et SSM #74                                                 | Inspiré d'ASM #194 et SSM #74                        | Inspiré d'ASM #194 et SSM #74                        |
| 45 | 4                                                    | Le Retour de Kraven (The Return Of Kraven)                 | Bob Richardson                                       | Meg McLaughlin                                                                | 22 février 1997                                      |                                                      |
| Spider-Man soupçonne rapidement Kraven lorsqu'une créature sauvage attaque plusieurs personnes dans New York... |                                                      |                                                            |                                                      |                                                                               |                                                      |                                                      |
| 46 | 5                                                    | La Belle équipe (Partners)                                 | Bob Richardson                                       | Cynthia Harrison and Brooks Wachtel Scénario : John Semper                    | 3 mai 1997                                           | Alistair Smythe, Silvermane, Scorpion, le Vautour    |
| Alistaire Smythe kidnappe la Chatte Noire et la retient ligotée et bâillonnée . Il oblige Spider-Man à lui livrer le Vautour ou le Scorpion. Il veut étudier leur code génétique pour ramener Silvermane à un âge adulte… |                                                      |                                                            |                                                      |                                                                               |                                                      |                                                      |
| 47 | 6                                                    | Le Réveil (The Awakening)                                  | Bob Richardson                                       | Sean Catherine Derek Scénario : John Semper                                   | 10 mai 1997                                          | Morbius, Shocker                                     |
| Debra Whitman retrouve Morbius et le ramène en ville. Le Caïd cherche alors à s’en emparer… |                                                      |                                                            |                                                      |                                                                               |                                                      |                                                      |
| 48 | 7                                                    | La Reine des Vampires (The Vampire Queen)                  | Bob Richardson                                       | Meg McLaughlin et John Semper Scénario : John Semper                          | 17 mai 1997                                          |                                                      |
| Blade revient à New York pour empêcher sa mère de transformer la population en vampires. |                                                      |                                                            |                                                      |                                                                               |                                                      |                                                      |
| 49 | 8                                                    | Le Retour du Bouffon Vert (The Return Of The Green Goblin) | Bob Richardson                                       | Mark Hoffmeier                                                                | 12 juillet 1997                                      | Bouffon Vert                                         |
| Harry Osborn découvre l'identité de Peter et devient un nouveau bouffon vert. Le Punisher, à la recherche de Mary Jane, soupçonne alors Peter d'être le bouffon !                                                         |                                                      |                                                            |                                                      |                                                                               |                                                      |                                                      |
| Note | Inspiré d'ASM #136-137                               | Inspiré d'ASM #136-137                                     | Inspiré d'ASM #136-137                               | Inspiré d'ASM #136-137                                                        | Inspiré d'ASM #136-137                               | Inspiré d'ASM #136-137                               |
| 50 | 9                                                    | La Recherche de Mary Jane (The Haunting Of Mary Jane)      | Bob Richardson                                       | Meg McLaughlin et John Semper Scénario : John Semper et Virginia Roth         | 19 juillet 1997                                      | Mystério                                             |
| Mary Jane est réapparue et a entamé le tournage d'un film, mais elle a été enlevée. Mystério s'allie inexplicablement au Tisseur pour la retrouver...                                                                     |                                                      |                                                            |                                                      |                                                                               |                                                      |                                                      |
| Note |                                                      |                                                            |                                                      |                                                                               |                                                      |                                                      |
| 51 | 10                                                   | Le Roi des lézards (The Lizard King)                       | Bob Richardson                                       | Gordon Kent Scénario : John Semper                                            | 26 juillet 1997                                      | Le Lézard                                            |
| Le docteur Connors est enlevé par des lézards génétiquement modifiés, qui ont été créés grâce à ses expériences à son insu...                                                                                             |                                                      |                                                            |                                                      |                                                                               |                                                      |                                                      |
| Note |                                                      |                                                            |                                                      |                                                                               |                                                      |                                                      |
| 52 | 11                                                   | Le Rôdeur (ou Une bonne leçon) (The Prowler)               | Bob Richardson                                       | Terence Taylor Scénario : John Semper                                         | 2 août 1997                                          | Caïd et Iceberg                                      |
| Alors qu’il vient de prendre un appartement avec Mary Jane, Peter est accosté par le Rôdeur, qui lui raconte ses origines et demande l’aide de Spider-Man contre le Caïd.                                                 |                                                      |                                                            |                                                      |                                                                               |                                                      |                                                      |

## Saison 5
| N° | N° de la saison | Titre | Réalisateur    | Scénaristes                                                         | Date de diffusion | Adversaire(s)                                             |
| --- | --------------- | --- | -------------- | ------------------------------------------------------------------- | ----------------- | --------------------------------------------------------- |
| 53 | 1               | Le Mariage (The Wedding) | Bob Richardson | John Semper and Meg McLaughlin Scénario : John Semper               | 12 septembre 1997 | Scorpion, Bouffon Vert                                    |
| Alors que Peter et Mary Jane s'apprêtent à se marier, Harry redevient le Bouffon Vert et sème la panique à la cérémonie. Smythe et le Scorpion s'invitent aussi à la fête... |                 | |                |                                                                     |                   |                                                           |
| Note |                 | |                |                                                                     |                   |                                                           |
| 54 | 2               | Les Six Combattants oubliés, 1re partie (Six Forgotten Warriors, Chapter I)                                                     | Bob Richardson | John Semper                                                         | 19 septembre 1997 | Sinister Six                                              |
| Peter décrouvre des secrets honteux concernant ses parents. Il décide de se rendre en Russie pour découvrir le fin mot de l'histoire.                                        |                 | |                |                                                                     |                   |                                                           |
| Note |                 | |                |                                                                     |                   |                                                           |
| 55 | 3               | Les Six Combattants oubliés, 2e partie : L’Héritage oublié (Six Forgotten Warriors, Chapter II: Unclaimed Legacy)               | Bob Richardson | John Semper                                                         | 26 septembre 1997 | Sinister Six                                              |
| Toujours en Russie, Spider-Man affronte Crâne Rouge et Silver Sable. |                 | |                |                                                                     |                   |                                                           |
| Note |                 | |                |                                                                     |                   |                                                           |
| 56 | 4               | Les Six Combattants oubliés, 3e partie : Le Secret des Six (Six Forgotten Warriors, Chapter III: Secrets of the Six)            | Bob Richardson | John Semper                                                         | 3 octobre 1997    | Sinister Six                                              |
| Alors que Spider-Man mène toujours l'enquête, le Caïd envoie ses hommes trouver des renseignements sur un ami de son oncle Ben. Pour cela, ils se rendent chez tante May.    |                 | |                |                                                                     |                   |                                                           |
| Note |                 | |                |                                                                     |                   |                                                           |
| 57 | 5               | Les Six Combattants oubliés, 4e partie : Les Six reviennent se battre (Six Forgotten Warriors, Chapter IV: The Six Fight Again) | John Semper    | Bob Richardson                                                      | 10 octobre 1997   | Sinister Six                                              |
| Le Caïd réussi à rouvrir un passage permettant de rendre la liberté à Captain America et au premier Crâne Rouge.                                                             |                 | |                |                                                                     |                   |                                                           |
| Note |                 | |                |                                                                     |                   |                                                           |
| 58 | 6               | Les Six Combattants oubliés, 5e partie : Le Prix de l’héroïsme (Six Forgotten Warriors, Chapter V: The Price of Heroism)        | Bob Richardson | John Semper                                                         | 17 octobre 1997   | Sinister Six                                              |
| Le premier Crâne Rouge parvient à créer un nouveau super-vilain, Electro, dans l'espoir de mettre fin à Spider-Man et aux combattants...                                     |                 | |                |                                                                     |                   |                                                           |
| Note |                 | |                |                                                                     |                   |                                                           |
| 59 | 7               | Le Retour d’Hydro-man, 1re partie (The Return of Hydro-Man (Part 1))                                                            | John Semper    | Eileen Fuentes and James Krieg Scénario : John Semper               | 24 octobre 1997   | Hydro-Man                                                 |
| Spider-Man retrouve son vieil ennemi Hydro-Man, toujours obsédé par Mary Jane...                                                                                             |                 | |                |                                                                     |                   |                                                           |
| Note |                 | |                |                                                                     |                   |                                                           |
| 60 | 8               | Le Retour d’Hydro-man, 2e partie (The Return of Hydro-Man (Part 2))                                                             | Bob Richardson | John Semper and Meg McLaughlin Scénario : John Semper               | 31 octobre 1997   | Hydro-Man, Miles Warren                                   |
| Spider-Man apprend que les actuels Hydro-Man et Mary Jane ne sont que des clones, et qu'ils vont bientôt disparaître.                                                        |                 | |                |                                                                     |                   |                                                           |
| Note |                 | |                |                                                                     |                   |                                                           |
| 61 | 9               | Les Guerres secrètes, 1re partie : Un conflit venu d'ailleurs (Secret Wars, Chapter I: Arrival)                                 | Bob Richardson | John Semper et Karen Milovich                                       | 7 novembre 1997   | Docteur Octopus, Docteur Doom, Alistair Smythe, Red Skull |
| Sur une planète inconnue, Spider-Man doit former une équipe de super-héros pour l'aider a vaincre 5 représentants du mal.                                                    |                 | |                |                                                                     |                   |                                                           |
| Note |                 | |                |                                                                     |                   |                                                           |
| 62 | 10              | Les Guerres secrètes, 2e partie : Une opération manquée (Secret Wars, Chapter II: The Gauntlet of the Red Skull)                | Bob Richardson | Virginia Roth                                                       | 14 novembre 1997  | Docteur Octopus, Docteur Doom, Alistair Smythe, Red Skull |
| Alors que les Quatre Fantastiques sont occupés à combattre le docteur Fatalis, Spider-Man fait venir la Chatte Noire pour venir en aide au reste de son équipe.              |                 | |                |                                                                     |                   |                                                           |
| Note |                 | |                |                                                                     |                   |                                                           |
| 63 | 11              | Les Guerres secrètes, 3e partie : Un monde parfait (Secret Wars, Chapter III: Doom)                                             | Bob Richardson | John Semper, Mark Hoffmeier, et Ernie Altbacker                     | 21 novembre 1997  | Red Skull et Docteur Doom                                 |
| Le Dr Fatalis prévoit un terrible plan : il feint de construire une société parfaite pour amadouer l'équipe de Spiderman et ainsi augmenter ses pouvoirs à leur insu.        |                 | |                |                                                                     |                   |                                                           |
| 64 | 12              | Le Dernier Combat, 1re partie : Des alliés inattendus (Spider Wars, Chapter I: I Really, Really Hate Clones)                    | Bob Richardson | James Krieg, Mark Hoffmeier, and John Semper Scénario : John Semper | 31 janvier 1998   | Spider-Carnage                                            |
| New York est en feu, Spider-Man doit compter sur ses autres lui-même pour vaincre Spider-Carnage qui veut détruire le monde.                                                 |                 | |                |                                                                     |                   |                                                           |
| Note |                 | |                |                                                                     |                   |                                                           |
| 65 | 13              | Le Dernier Combat, 2e partie : Adieu, Spider-Man (Spider Wars, Chapter II: Farewell, Spider-Man)                                | Bob Richardson | John Semper                                                         | 31 janvier 1998   | Spider-Carnage                                            |
| Spider-Man réussit à se débarrasser de Spider-Carnage et va se construire une nouvelle vie avec la vraie Mary Jane Watson.                                                   |                 | |                |                                                                     |                   |                                                           |
| Note |                 | |                |                                                                     |                   |                                                           |